# Ruben
Ruben este un personaj din cartea Genezei, primul copil al lui Iacob. Mama lui Ruben este Lea.